# Геббі Дуглас
Геббі Дуглас (англ. Gabby Douglas; нар. 31 грудня 1995) — американська гімнастка, триразова олімпійська чемпіонка.

## Виступи на Олімпіадах
| Олімпіада   | Дисципліна        | Місце   |
| ----------- | ----------------- | ------- |
| Лондон 2012 | абсолютний залік  | 1       |
| Лондон 2012 | командний залік   | 1       |
| Лондон 2012 | вільні врави      | 33 r1/2 |
| Лондон 2012 | різновисокі бруси | 8       |
| Лондон 2012 | колода            | 7       |
| Ріо 2016    | командна першість | 1       |
| Ріо 2016    | різновисокі бруси | 7       |